# Ейлін (Вісконсин)
Ейлін (англ. Eileen) — місто (англ. town) в США, в окрузі Бейфілд штату Вісконсин. Населення — 722 особи (2020).

## Демографія
Згідно з переписом 2010 року, у місті мешкала 681 особа в 278 домогосподарствах у складі 208 родин. Було 308 помешкань
Расовий склад населення:
| - 95,7 % — білих - 2,5 % — корінних американців - 0,1 % — азіатів |

До двох чи більше рас належало 1,6 %. Частка іспаномовних становила 0,0 % від усіх жителів.
За віковим діапазоном населення розподілялося таким чином: 22,3 % — особи молодші 18 років, 62,6 % — особи у віці 18—64 років, 15,1 % — особи у віці 65 років та старші. Медіана віку мешканця становила 45,2 року. На 100 осіб жіночої статі у місті припадало 102,7 чоловіків;  на 100 жінок у віці від 18 років та старших — 108,3 чоловіків також старших 18 років.
Середній дохід на одне домашнє господарство  становив 74 493 долари США (медіана — 65 000), а середній дохід на одну сім'ю — 84 636 доларів (медіана — 78 125). Медіана доходів становила 46 250 доларів для чоловіків та 38 750 доларів для жінок. За межею бідності перебувало 3,1 % осіб, у тому числі 0,0 % дітей у віці до 18 років та 9,0 % осіб у віці 65 років та старших.
Цивільне працевлаштоване населення становило 408 осіб. Основні галузі зайнятості: освіта, охорона здоров'я та соціальна допомога — 25,0 %, виробництво — 17,4 %, будівництво — 12,7 %, роздрібна торгівля — 9,1 %.